# Técnico em mecânica

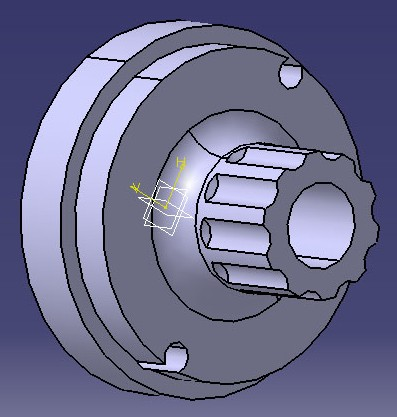
Desenho técnico de uma peça desenvolvido em CAD.

O técnico em mecânica é o profissional especializado em mecânica.

## Brasil
No Brasil, o técnico em mecânica é um profissional com formação de nível médio, é fiscalizada em nível estadual pelo Conselho Regional dos Técnicos Industriais e federal pelo Conselho Federal dos Técnicos Industriais, sendo que o profissional deve estar registrado nestes órgãos para exercer plenamente a profissão e apresentar-se por seu título profissional - Tec. Mec., na forma abreviada, comumente utilizada como prenome escrito.
O técnico em mecânica atua na elaboração de projetos de produtos, ferramentas, máquinas e equipamentos mecânicos; planeja, aplica e controla procedimentos de instalação e de manutenção mecânica de máquinas e equipamentos conforme normas técnicas e normas relacionadas à segurança do trabalho; controla processos de fabricação; aplica técnicas de medição e ensaios; especifica materiais para construção mecânica dentre outras atribuições, podendo usar sua formação para emitir laudos técnicos para patentes e registros. Os mercados de trabalho para um técnico em mecânica estão principalmente na Indústria, nas fábricas de máquinas, equipamentos e componentes mecânicos, em laboratórios de controle de qualidade, de manutenção e pesquisa e em prestadoras de serviços e empresas cuja funcionalidade abrange a área.
As entidades da rede federal de educação profissional, científica e tecnológica de ensino técnico da rede pública de ensino são referência no Brasil, tanto no ensino técnico quanto no ensino médio (integrado). O curso de técnico em mecânica pode ser encontrado nos IFETs, CEFETs, Escolas Técnicas vinculadas a Universidades Federais, como por exemplo, o Colégio Técnico da UFMG, Institutos Federais por todo o Brasil(IF)(IFSC - Itajaí-SC) ou nos ETECs no estado de São Paulo, e também a Escola Técnica do Arsenal de Marinha (ETAM) localizada no Rio de Janeiro. Dentre as entidades particulares, o SENAI é destaque. O curso necessita ter carga horária mínima de 1200 horas (exigida pelo Ministério da Educação), contudo, de acordo com o projeto pedagógico da instituição que ofereça o curso, a carga horária pode variar para mais horas, tendo comumente duração de dois anos, repartidos por uma componente teórica em forma de blocos de aulas, e uma componente prática que tem lugar numa empresa formadora. Com a aprovação em um trabalho final, será emitido um diploma.